# Gatibu
Gatibu és un grup de rock euskaldun, sorgit en la localitat de Guernica. El terme gatibu que dona nom al grup és un vocable basc que significa "captiu". El grup va sorgir al voltant d'Alex Sardui (excantant d'Exkixu) a l'estiu de 2000. En les guitarres està Haimar Arejita, en la bateria Gaizka Salazar i del baix se n'encarrega Mikel Caballero.
La varietat del basc en què canten és el biscaí, i no usen el basc batua o unificat com sol fer la majoria de grups bascs. Per eixe impuls en defensa del basc biscaí han rebut nombrosos premis i esments tant d'institucions com d'associacions culturals.
El seu primer disc va vore la llum l'any 2002 i es va titular Zoramena (bogeria); es va gravar amb el segell Oihuka en els estudis d'Iñaki 'Uoho' Antón (Extremoduro i Platero i Tu) en Múgica (Biscaia). Amb eixe debut varen obtindre un gran èxit gràcies a temes com ara Musturrek sartunde (Ficat en el morro), que va tindre una gran rebuda per part del públic basc i va obtindre el premi Gaztea a la millor cançó del 2003. El disc va comptar amb la col·laboració d'Adolfo Cabrales 'Fito' (de Platero i Tu i Fito & Fitipaldis) i de Roberto Iniesta 'Robe' (cantant d'Extremoduro), que varen cantar sengles temes en basc.
L'any 2005 va eixir a la venda el seu segon àlbum d'estudi, Disko Infernu, amb temes com ara Inpernuen ate joka (Tocant a la porta de l'infern) o Gogoratzen zaitut (Et recorde). L'any 2008 ix Laino Guztien Gainetik, Sasi Guztien Azpitik, en el 2010 Zuzenean Bizitzeko Gogoa, l'any 2012 Zazpi Kantoietan i l'any 2014 Euritan Dantzan. El seu últim disc Aske Maitte, Aske Bizi va eixir a la venda en 2016.

## Història

### Orígens
Encara sense establir llaços forts d'amistat, els ara membres de Gatibu realitzaven els seus estudis orientats sempre cap a la música, allà per l'any 2000, amb la incertesa i la il·lusió de poder aplicar-los algun dia en el difícil però cada vegada més variat i apassionant àmbit musical basc. Encara que a algun d'ells la popularitat li haja arribat abans que als altres, no significa que no hagen existit projectes musicals paral·lels de menor transcendència comercial fins i tot des d'abans que pogueren consumar alguns dels seus estudis musicals. Hui dia tots ells continuen aprenent i ensenyant.
El vocaliste Alex Sardui (Múgica, Biscaia), va ser membre de la banda de rock Exkixu i més avant va posar en marxa el projecte Txulufrina eta Arrosa produït per la Federació d'Ikastoles i l'Institut Labayru. El guitarriste Haimar Arejita (Guernica i Luno, Biscaia) va participar en grups com ara Birth Cake, Einbigu, Frik, Noiz?, de l'espectacle versomusical “Paperetik Plazara” i “Txulufrina eta Arrosa”. El bateriste Gaizka Salazar (Santuchu, Biscaia) va participar en grups com ara Suzko Itzalak, Einbigu, Frik, Aikor i The Rabid Harpy; i finalment, el baixiste Mikel Caballero (Basauri, Biscaia) va passar per grups com ara Cartoon Band, Noiz?, Maxia i l'electrònic Insert Beat.
Els seus destins confluiran necessàriament en la seua formació artística: a l'Escola de Música "Segundo Olaeta" de Guernica i Luno (Biscaia) Mikel Caballero coneixerà a Haimar Arejita com a alumne de les seues classes de guitarra elèctrica. Per la seua banda, Haimar Arejita titulat ja en guitarra clàssica, farà amistat amb Alex Sardui que després d'estudiar cant al “Centre Autoritzat Musical de Grau Mitjà” (CAMGM) de Guernica i Luno (Biscaia), desitja aventurar-se a rebre classes d'acompanyament i de maneig d'acords amb la guitarra. I finalment Gaizka Salazar consolidarà la seua amistat amb Haimar Arejita a l'Escola Universitària de Magisteri de Bilbao, on tots dos cursaran estudis en l'Especialitat d'Educació Musical.

### La llavor que acabarà germinant
Sobre l'any 2000 Alex Sardui i Haimar Arejita decidixen unir forces artístiques amb el propòsit de crear un grup de rock. Com tots els inicis de qualsevol banda musical, el d'ells tampoc és fàcil, sobretot pel que fa a aconseguir un lloc per a assajar. Tots dos començaran en el local d'Alex Sardui amb una guitarra acústica i un radiocassette. Ací és precisament on varen nàixer les que anaven a ser algunes de les cançons que s'inclourien en el primer disc d'una banda de rock encara sense nom. L'idioma de les cançons el tenien sobradamente clar, amb una mica de cautela a l'inici però amb decisió i total convenciment al final, decidixen que el basc triat deu ser el biscaí, la varietat que des de sempre han mamat i la seua millor eina d'expressió.
Per a donar forma a les cançons ja compostes i les que quedaren per vindre es veuen en la necessitat d'integrar un bateriste i un baixiste al duet. Proposen eixes tasques a Josu Artetxe (Exkixu) i Batiz (Fito & Fitipaldis) respectivament. Canvien el lloc d'assaig per una escola vella de Kanpantxu, barri de Ajánguiz (Biscaia), una o dos voltes per setmana però les condicions no són de cap manera millors, al contrari. Davant d'eixes adversitats, Alex Sardui exposa als seus companys la possibilitat de batejar el grup amb el nom de Gatibu (Captiu). No hi ha objecció per cap de les parts però és quan Josu Artetxe decidix abandonar, per motius personals, i deixar el seu lloc a l'acabat d'incorporar Gaizka Salazar.
Immersos l'any 2001 tornen a canviar de local d'assaig. Se'n van a Bilbao i aconseguixen compartir local amb Ya Te Digo. L'únic inconvenient: que els seus assajos comencen a les onze de la nit. Després d'una temporada acudint a Bilbao, i com ben clar els va comunicar al principi dient que la seua participació anava a ser esporàdica, Batiz abandona els assajos en favor de Mikel Caballero.
Tenen preparades sis cançons en una maqueta i comencen a manejar possibilitats d'enregistrament, edició i producció d'un primer àlbum. Ho intenten amb dos segells discogràfics, un d'ells Oihuka, que hi mostra interés de manera immediata. Negocien el finançament, les condicions són bones i entren en l'estudi d'enregistrament “La Casa de Iñaki” d'Iñaki “Uoho” Antón (Extremoduro) en Múgica (Biscaia) disposats a oferir el seu millor repertori.

### Enregistrament deZoramena
En l'enregistrament participen com a tècnics Iñaki “Uoho” Antón i Batiz. Gràcies a ells tot és més passador i la banda sap mantindre millor la calma i la paciència davant de les dificultats que van sorgint. El fet que en l'estudi d'Iñaki “Uoho” Antón es menege gent tan coneguda en l'àmbit musical com Robe Iniesta (Extremoduro) o Fito Cabrales (Fito & Fitipaldis) possibilita l'inici d'una relació estreta amb ells. Els membres de Gatibu decidixen llavors oferir-los a tots dos una possible proposta de col·laboració cantada en basc per al seu nou disc, encara en procés d'enregistrament. Hi accedixen encantats, tant ells com l'albokari Iñigo Ibarretxe.
L'àlbum veu la llum al desembre del 2002 amb el títol de “Zoramena” (Bogeria). S'aconseguixen les 20.000 còpies venudes, xifres considerables per a un grup que canta en basc biscaí. Eixe èxit es traduïx també als directes que comencen a oferir per tot País Basc. El primer d'ells té lloc el 7 de març del 2003 en la discoteca “Revolution” de Guernica. El primer senzill, “Musturrek sartunde” (Amb els morros ficats) obté el “Premi Egaztea” en la categoria de “Millor Cançó del 2003” atorgat per la Ràdio i Televisió Basca EiTB. Els seus següents dos senzills “Mila doinu aidien” (Mil sons en l'aire) amb Robe Iniesta i “Lorak eskeintzen” (Oferint flors) es mantindran durant moltes setmanes entre les cançons més escoltades en les emissores radiofòniques basques.
En alguns directes participen els col·laboradors del disc, i els completen amb algunes cançons d'Exkixu com ara “Agur” (Adeu), “Amaiur” (Nom propi d'un poble basc, també Maya), “Itsu, itsu" (Cego, cego) o una versió pròpia de “Loretxoa” (Floreta), i una altra cantada en basc de la cançó “Weeds” del grup Life Of Agony. Totes elles molt populars en el passat però potser no tant com la que arriba a obtindre “Urepel” (nom propi d'un poble basc i/o aigua temperada) acompanyat per Fito Cabrales.

### El creixement
Al gener de l'any 2005 entren de nou en l'estudi d'Iñaki “Uoho” Antón en Muxika per a gravar el seu segon àlbum. Per a fer-ho van acompanyats del mateix equip tècnic i humà que va elaborar el seu primer àlbum, incloent el segell discogràfic donostiarra Oihuka.
Mentres van donant-li forma al projecte, també sorgiran col·laboracions molt importants igual que en “Zoramena”. Algunes es repetiran, altres com Iñigo Sant Ánton (guitarra rítmica), Luis Camino (darbuka, txalaparta, udu, congas), Javier Mora (òrgan hammond) i el romanés Cristian Daniel de Resita (veu) ho faran per primera vegada. Batiz, al seu torn, assumirà un paper més actiu en el grup com a guitarriste i delegarà la tasca que havia fet en “Zoramena” a Jorge “Txortx” Etxebarrieta.
Després de realitzar en l'estudi una labor més esgotadora però més satisfactòria que en el primer àlbum, març del 2005 és la data indicada per a compartir el nou disc amb el públic. Naix amb el nom “Disko Infernu” (Disc infernal).
El senzill de presentació es titula “Inpernuen ate joka” (Tocant a la porta de l'infern) el qual acompanyen amb un videoclip realitzat per Daxa. Li seguiran uns altres com l'enèrgica “Gerra gogoa” (Ganes de guerra) amb Urtzi Arejita, la pausada i dolça “Gogoratzen zaitut” (Et recorde) amb Javier Mora i la sensual, multiétnica i solidària “Egunon” (Bon dia) amb Luis Camino i Cristian Daniel de Resita. No obtindrà l'èxit de vendes aconseguit pel primer disc, però serà una obra fonamental i valuosa dins de la seua discografia que permet afermar les bases d'un grup en ple procés de creixement.
La llarga llista de concerts que completarà la gira de presentació tindrà el seu punt de partida en la Fira de Mostres de Landako de Durango i anirà acompanyada d'una escenografia colorista i lluminosa elaborada per Khuruts Begoña.
Després de quasi un centenar de concerts per tot el País Basc al costat de companys com Batiz, Iñigo Sant Ánton, Iñigo Ibarretxe o Cristian Daniel de Resita, la seua faena serà reconeguda per la Ràdio i Televisió Basca EiTB, que els concedix una nominació en una nova edició dels Premis Egaztea, esta vegada en la categoria de “Millor Directe del 2006” i una miqueta més tard, per l'Associació de Bertsolaris de Getxo en ser guardonat amb el premi a la seua labor incondicional en favor de la utilització del basc biscaí en l'àmbit musical.

### La consolidació
“Els discs es tenen quan s'acaben”. Amb eixa premissa d'Alex Sardui el grup pretén continuar treballant sense cap tipus de pressió per a poder publicar un tercer treball que consolide definitivament la formació.
A principis del 2008 tenen ja cançons preparades per a ser gravades però, acabat el contracte discogràfic que els unix amb Oihuka, abans de res decidixen fitxar pel segell Baga-Biga de Mungia (Biscaia). Seguidament entrar a gravar el nou disc en els estudis de “La Casa de Iñaki” d'Iñaki “Uoho” Antón en Múgica i de “Lorentzo Records” en Bérriz (Biscaia), on pretendran obtindre un so més natural, cru i net que en discs precedents, gravant a tal efecte bateria, baix i guitarra rítmica conjuntament.
Decidixen produir el disc ells mateixos, com en treballs anteriors, i entren als estudis el 28 de juliol del 2008 amb la tutela d'Iñigo “Pitu” Etxebarrieta i Aitor Ariño; l'enregistrament es perllongarà fins a finals de novembre. El presentaran el dia 20 amb el nom de “Laino Guztien Gainetik, Sasi Guztien Azpitik” (Per damunt de tots els núvols, per davall de tots els esbarzers). Un títol d'orige mitològic (fa referència a un càntic atribuït a les sorginak o bruixes basques), i que, a diferència dels seus dos àlbums anteriors, no tindrà col·laboracions. El disseny de l'àlbum va a càrrec de Noé Galarza.
El senzill de presentació és “Bang-bang txik-txiki bang-bang”. Altres composicions són “Eztanda egin art” (Fins a rebentar), “Bizitzeko gogoa” (Ganes de viure); “Pailazo” (Pallasso), la na-na “Zoragarrixori” (Encantador/a), “Zeu, zeu, zeu!” (Tu, tu, tu!) o “Hitz artien galdute” (Perdut entre paraules).
La gira de presentació del disc, que durarà durant tot el 2009, la començaran el 7 de desembre del 2008 dins de la Fira del Llibre i Disc Bascs de Durango. Els directes començaran amb una introducció de la cançó "Bang bang (My baby shot me down)" de Sonny Bono i cantada per Nancy Sinatra en 1967.
Després de l'últim concert donat en el Plateruena de Durango, en el qual varen gravar disc i DVD en directe, es va anunciar l'eixida d'Iñigo San Anton, que va ser substituït pocs dies després per Jon Calvo.

## Premis i nominacions
Guanyador.
Gaztea 2003.
Millor cançó, "Musturrek Sartunde".
Nominació.
Gaztea 2006.
Millor directe, "Disko Infernu Tour".
Guanyador.
2006.
Associació de Bertsolaris de Getxo.
Guanyador.
Gaztea 2009.
Millor cançó, "Bang-Bang Txik-Txiki Bang-Bang".
Guanyador.
Gaztea 2009.
Millor disc, "Laino Guztien Gainetik, Sasi Guztien Azpitik".

## Components
- Alex Sardui - Veu
- Haimar Arejita - Guitarra elèctrica i acústica
- Mikel Caballero - Baix
- Gaizka Salazar - Bateria

## Discografia
* Zoramena (Oihuka, 2002)
* Disko Infernu (Oihuka, 2005)
* Laino Guztien Gainetik, Sasi Guztien Azpitik (Baga-Biga, 2008)
* Zuzenean Bizitzeko Gogoa (Baga-Biga, 2010)
* Zazpi kantoietan (Baga-Biga, 2012)
* Euritan dantzan (Colla, 2014)
* Aske maitte, aske bizi (Colla, 2016)
* Azken Indioak (Colla, 2018)